# 諾伍
諾伍（Nauvoo，/ˈnɔːvuː/）是位於美國伊利諾州漢考克郡的一座小鎮。據2010年美國人口普查，諾伍有人口1,149人。諾伍是一些宗教在歷史上的重要據點，包括耶穌基督後期聖徒教會和基督社區，這也使得諾伍成為一個著名的旅遊景點。

## 外部連結
- Official website（页面存档备份，存于） City of Nauvoo
- Nauvoo Chamber of Commerce（页面存档备份，存于）
- Historic Nauvoo（页面存档备份，存于） - information on historic sites, demonstrations, and calendar of events; site hosted by the LDS Church's Illinois Nauvoo Mission
- 维基文库中的相關文獻：
  - Nauvoo Charter
  - .  (第11版). London. 1911.